# Ivan Beljaev
Ivan Pavlovič Beljaev (in russo Иван Павлович Беляев?; Charkiv, 8 febbraio 1935) è un ex siepista sovietico, medaglia di bronzo ai Giochi olimpici di Tokyo 1964.

## Biografia
Ha gareggiato per l'Unione Sovietica ai Giochi olimpici del 1964 tenutisi a Tokyo, durante i quali ha vinto la medaglia di bronzo nei 3000 metri siepi.
È stata questa l'unica grande competizione internazionale a cui ha preso parte, vincendo i campionati nazionali sovietici del 1964. L'anno successivo stabilì il suo primato personale in 8'29"6 ma ai campionati nazionali arrivò soltanto al quarto posto, seguito dal terzo posto ai campionati del 1967.